# Agathis astioles
Agathis astioles är en stekelart som beskrevs av Nixon 1950. Agathis astioles ingår i släktet Agathis och familjen bracksteklar. Inga underarter finns listade i Catalogue of Life.